# Lion du Cithéron

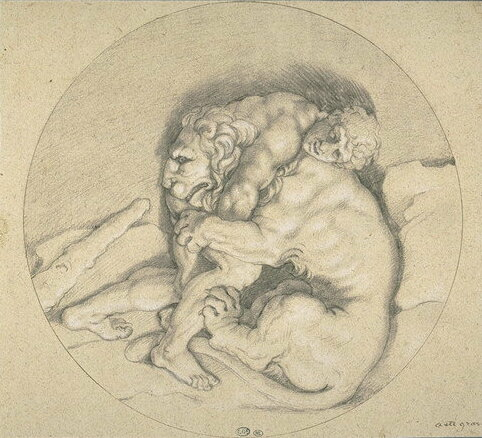
Hercule et le lion du Cithéron, copie de Jean Pesne d'après un dessin attribué à Nicolas Poussin, XVIIe siècle, Département des arts graphiques du musée du Louvre.

Dans la mythologie grecque, le lion du Cithéron est un lion terrorisant une partie de la Béotie, affronté par Héraclès avant le lion de Némée, le premier des Travaux du héros.

## Mythe
Selon le Pseudo-Apollodore dans la Bibliothèque — seul auteur antique à donner cette version du mythe — Héraclès, âgé de dix-huit ans et gardien de troupeaux, affronte le lion qui terrorise la région du mont Cithéron, aux alentours de Thèbes et Thespies, et menace les troupeaux d'Amphitryon et de Thespios,. Une fois la bête tuée, il revêt sa peau, qu'il porte lors du combat contre le lion de Némée,.
Pendant sa chasse, qui dure cinquante jours, le roi Thespios accueille Héraclès : il lui envoie chaque soir une de ses cinquante filles — le héros ne pensant s'unir qu'avec une seule — résultant en la naissance de cinquante fils, les Thespiades.
D'autres auteurs antiques[Lesquels ?] localisent une première chasse au lion, avant celui de Némée, sur le mont Hélicon ou aux alentours de Teumesse (en), en Béotie. Une légende de Lesbos raconte également la chasse d'un lion par Héraclès sur l'île.
Dans sa Description de la Grèce, Pausanias rapporte une légende où le lion du Cithéron tue Évippos, le fils de Mégarée, roi de Mégare : ce dernier propose, à celui qui le venge, la succession à son trône et la possibilité d'épouser sa fille Evaechmé ; le lion est tué par Alcathoos, qui devient par la suite roi de Mégare. Dans la version la plus répandue, Alcathoos tue un lion à Mégare.

## Interprétations
L'affrontement entre Héraclès et le lion de Némée constitue le premier des travaux du héros et possède un caractère fondateur, initiatique : le Pseudo-Apollodore insiste sur ce caractère en appuyant sur la jeunesse du héros et en ajoutant un premier combat ; les deux exploits se répondent, Héraclès portant déjà la peau d'un lion lorsqu'il tue le second.

### Sources antiques
1. ↑  Pseudo-Apollodore, Bibliothèque [détail des éditions] [lire en ligne], II, 4, 10.
2. ↑  Pausanias, Description de la Grèce [détail des éditions] [lire en ligne], I, 41, 3 et 4.